# Acanthocephala latipes
Acanthocephala latipes är en insektsart som först beskrevs av Dru Drury 1782.  Acanthocephala latipes ingår i släktet Acanthocephala och familjen bredkantskinnbaggar. Inga underarter finns listade i Catalogue of Life.